# Five Nights at Freddy's 2
Five Nights at Freddy's 2 (a menudo abreviado como FNaF 2) es un videojuego de terror y supervivencia point-and-click de 2014 desarrollado y publicado por Scott Cawthon. Es la segunda entrega de la serie Five Nights at Freddy's. Ambientado en una pizzería ficticia, el jugador asume el papel de los guardias de seguridad nocturnos Jeremy Fitzgerald y Fritz Smith, defendiéndose de las hostiles mascotas animatrónicas del restaurante. El jugador no puede salir de su oficina, pero tiene acceso a una linterna y cámaras de seguridad en todo el restaurante para monitorear la actividad animatrónica. Usar una máscara que se parece a uno de los animatrónicos permite al jugador evitar ser detectado en la mayoría de los casos, aunque algunos animatrónicos son repelidos mediante otros métodos. Si se detecta al jugador, se asustará y se terminará el juego. A medida que avanza el juego, minijuegos al estilo Atari y llamadas telefónicas brindan información sobre la historia del restaurante.
De manera similar al anterior juego, Five Nights at Freddy's 2 está ambientado en el ficticio restaurante de Freddy Fazbear's Pizza, centrándose en un guardia de seguridad nocturno debiendo defenderse de las mascotas animatrónicas del establecimiento, que están siendo poseídas por las almas de unos niños asesinados en busca de venganza contra su asesino. El juego también presenta varios nuevos componentes de jugabilidad, como una linterna, una Máscara de Freddy Fazbear (para engañar a ciertos animatrónicos) y minijuegos de 8-bits.
Five Nights at Freddy's 2 recibió críticas mixtas a positivas por los medios de la industria, siendo elogiado por su nueva mecánica pero criticado por su dificultad en comparación con su predecesor. Una tercera entrega en la serie, Five Nights at Freddy's 3, fue lanzada el 2 de marzo de 2015. Blumhouse Productions está desarrollando una adaptación cinematográfica cuyo estreno está previsto para el 5 de diciembre de 2025.

## Argumento
Todo comienza en 1987, donde Jeremy Fitzgerald acaba de comenzar a trabajar como guardia de seguridad de vigilancia nocturna en el restaurante familiar de Freddy Fazbear's Pizza. Extrañado por la misteriosa desaparición y probable muerte de su hijo, Jeremy JR, 2 años antes en ese mismo local, decide investigar por su propia cuenta.
Cada noche, el tipo del teléfono deja un mensaje de voz por teléfono para explicarle tanto sus funciones como partes de la historia de fondo que rodea el restaurante, revelando que los modernizados personajes animatrónicos del establecimiento poseen un software de reconocimiento facial y acceso a una base de datos criminal para proteger a los niños de posibles daños. Sin embargo, no fueron programados con un modo nocturno adecuado; cuando todo está en silencio, su programación les indica que están en la habitación equivocada, por lo que buscarán la fuente de ruido más cercana para encontrar personas a las que entretener, lo cual sería en la oficina.
Por desgracia, su programación también les indica que no debería haber personas en el restaurante después de la medianoche, por lo que si se encuentran con Jeremy, asumirán que es un endoesqueleto sin traje e intentarán meterlo en un traje mecánico de repuesto, matándolo brutalmente en el proceso. El empleado explica que el restaurante tiene una fuente de energía ilimitada por la noche, pero no hay puertas que bloqueen el acceso a la oficina, requiriendo el uso de una cabeza portátil de Freddy Fazbear para engañar o confundir a los animatrónicos al hacerles pensar que es uno de ellos. Con el pasar de las noches, Jeremy es informado de la presencia, los patrones de movimiento y algunos antecedentes de los animatrónicos; se explica que cuatro animatrónicos antiguos se encuentran en el restaurante, siendo modernizados con la nueva tecnología, pero a medida que la empresa optó por rediseñar a los personajes, han sido guardados como piezas de repuesto.
Durante las siguientes noches, se insinúa que algo está sucediendo durante el día, ya que el hombre en el teléfono menciona que están circulando rumores y, más tarde, que una investigación policial se está llevando a cabo sobre el restaurante. Unos minijuegos de 8-bits revelan que el restaurante ha tenido un pasado problemático, ya que fue escenario de un asesinato masivo en el que al menos cinco niños fueron asesinados, con el culpable siendo retratado como una misteriosa figura de color morado conocido como el Hombre Morado. Comenzando la quinta noche, el empleado le informa a Jeremy que el restaurante ha sido clausurado debido a un evento no especificado, asegurando que nadie puede entrar ni salir; se menciona que Jeremy puede ser promovido a la vacante del puesto de seguridad del turno diurno, y que se contactará al propietario de Fredbear's Family Diner (un antiguo restaurante familiar que es predecesor de Freddy Fazbear's Pizza) para obtener más información sobre el incidente. Completando la noche, Jeremy recibirá un cheque de pago fechado en el año 1987, estableciendo así la historia como una precuela.
Durante la sexta noche, el hombre en el teléfono le informa a Jeremy que el restaurante ha sido cerrado por razones no reveladas, aunque menciona el robo de un "traje dorado de repuesto" y un problema de que los animatrónicos modernos no están funcionando correctamente; también revela que asumirá el cargo de guardia de seguridad nocturno cuando el restaurante vuelva a abrir. Una vez que Jeremy sobrevive la noche, será promovido al turno diurno para vigilar una fiesta de cumpleaños al día siguiente para asegurarse de que los animatrónicos no causen ningún problema, durante su trabajo, es atacado por uno de los animatrónicos, perdiendo su Lóbulo frontal y dando a un icónico suceso de la saga conocido como "la mordida del 87".
En la séptima noche, un nuevo guardia de seguridad llamado Fritz Smith (quien también investiga la desaparición de su hijo Fritz JR) es contratado debido a la promoción de Jeremy pero es despedido al finalizar su turno por alterar la configuración de los animatrónicos y mal olor.
Un periódico mostrado tras haber completado la sexta noche revela que el restaurante cerrará y los animatrónicos modernos serán desechados; sin embargo, los cuatro animatrónicos antiguos serán guardados para cuando el establecimiento vuelva a abrir, dando lugar a los acontecimientos del primer juego.

## Jugabilidad
De manera similar a su homólogo original, Five Nights at Freddy's 2 es un videojuego de supervivencia y estrategia con elementos de «point-and-click». Los jugadores actúan como el guardia de seguridad del restaurante de Freddy Fazbear's Pizza (un pastiche de Chuck E. Cheese's y el ahora desaparecido ShowBiz Pizza Place), donde deberán sobrevivir a su turno que dura desde la medianoche hasta las seis de la madrugada (aproximadamente 7 minutos y 6 segundos en tiempo real) sin ser atacados por los personajes animatrónicos del establecimiento, que deambulan de una habitación en otra. Hay múltiples animatrónicos diferentes: los antagonistas del primer juego — Freddy Fazbear, Bonnie, Chica, Foxy y Golden Freddy, denominados como Old —, así como versiones modernizadas de los cuatro primeros, denominadas como  Toy: Toy Freddy, Toy Bonnie, Toy Chica y Mangle; una marioneta conocida como "Puppet" y un animatrónico humanoide llamado "Balloon Boy".
Al igual que en el primer juego, el jugador no puede abandonar la oficina de seguridad, pero puede rastrear el movimiento de los animatrónicos a través de una red de cámaras de seguridad instaladas por todo el edificio. La oficina tiene tres entradas: un pasillo y dos conductos de ventilación laterales; ninguno de estos puede ser sellado para evitar que los enemigos entren. Cada ventilación está equipada con una luz que puede ser usada para verificar si hay animatrónicos a punto de entrar a la oficina. Los jugadores también reciben una máscara de Freddy Fazbear para confundir y/o engañar a los animatrónicos; sin embargo, esta estrategia no funcionará con ciertos personajes, que deberán ser repelidos por otros medios. Una linterna también está disponible, siendo usada para revisar el pasillo y las áreas oscuras de las alimentaciones de las cámaras, así como para mantener alejado a Foxy a través del brillo de su luz. A diferencia del título anterior, la fuente de alimentación de las cámaras y las luces de las ventilaciones es ilimitada, pero la linterna tiene una duración limitada de batería; si se agota, el jugador se volverá vulnerable a los ataques desde el pasillo. Además, se ha colocado una caja de música en una habitación, debiendo ser enrollada de forma remota a través de la interfaz de la cámara para evitar ser atacados por Puppet, que aparecerá cuando la música se detenga. Si el jugador no logra defenderse de los animatrónicos, resultará en una muerte instantánea, terminando el juego.
Otra diferencia con el primer juego incluye que, después de que el jugador sea asesinado, exista la posibilidad de que, en lugar de la pantalla de «game over», aparezca uno de los cuatro minijuegos de 8-bits con instrucciones dadas al comienzo de cada uno; estos minijuegos contienen información sobre la historia del juego.
El juego consta de cinco niveles que comprenden cinco "noches", cada una aumentando en dificultad. Completar la historia principal del juego otorgará una estrella en el menú y desbloqueará una sexta "noche" aún más difícil; completar este nivel otorgará una segunda estrella y desbloqueará una "noche personalizada" durante la cual el jugador puede ajustar la dificultad en la inteligencia artificial de cada animatrónico o jugar uno de diez desafíos preestablecidos. Completar el desafío más difícil del juego en el que todos los personajes son establecidos en su dificultad más alta (a menudo denominada como el "modo 10/20") otorgará una tercera y última estrella.

## Desarrollo
Poco tiempo después del lanzamiento de Five Nights at Freddy's, el desarrollador Scott Cawthon comenzó a confirmar los rumores de una secuela. Solo un mes después del lanzamiento del juego original, Cawthon publicó una imagen «teaser» de una secuela en su página web y continuó publicando más «teasers» hasta el lanzamiento del juego mientras que un tráiler oficial fue lanzado el 21 de octubre de 2014.

### Lanzamiento
Five Nights at Freddy's 2 fue lanzado el 11 de noviembre de 2014 por primera vez para Microsoft Windows a través de Steam, antes de un lanzamiento planificado para el 25 de diciembre de 2014 o algún momento de 2015. El 15 de noviembre de 2014, se lanzó un puerto para Android a través de Google Play Store mientras que un puerto para iOS fue lanzado unos días después, el 20 de noviembre del mismo año. Finalmente, un puerto para Nintendo Switch, Xbox One y PlayStation 4 fue lanzado el 29 de noviembre de 2019.

## Recepción
Five Nights at Freddy's 2 recibió críticas mixtas a positivas, con Metacritic asignándole una puntuación de 62 sobre 100 a la versión para PC.
Omri Petite de PC Gamer le dio una puntuación de 70 sobre 100, comentando que lo que quería en la secuela "era más juegos mentales y más incertidumbre. Quería que los pesados trajes animatrónicos me encontraran y me arrancaran la cara de maneras nuevas e interesantes. Lo que obtuve fue un juego de terror que se sumerge fuertemente en engaños y sutilezas, un cóctel maravillosamente cruel de misterio sobrenatural y terroríficas sacudidas de adrenalina. Sin embargo, disfrutar de sus partes buenas tiene un costo de dificultad frustrantemente empinada". Destructoid también le dio una crítica positiva al juego, diciendo que "es absolutamente aterrador saben que puedes ser atacado en cualquier momento desde múltiples vías", alabando la introducción de los nuevos animatrónicos y mecánicas, pero también criticando los «Susto repentino» y calificando el juego como "demasiado difícil por su propio bien".